# Logic Remote
Logic Remote è un'applicazione sviluppata dalla Apple Inc. per il sistema operativo iOS. Essa permette di controllare alcune funzioni di Logic Pro X attraverso lo schermo multitouch dell'iPad o dell'iPhone. È stata pubblicata il 16 luglio 2013 insieme a Logic Pro X.

## Storia
L'applicazione è stata pubblicata il 16 luglio 2013. Con la versione 1.0.3 è stato aggiunto il supporto a Main Stage 3. Dalla versione 1.3, l'applicazione ha migliorato il supporto all'iPad Pro.

## Funzionalità
La versione per iPhone permette di visualizzare una tastiera o un mixer; l'iPad, inoltre, può svolgere la funzione di pad per batteria e di chitarra.
L'applicazione permette di suonare uno strumento presente in Logic Pro X attraverso una tastiera di un pianoforte o di una chitarra, gestire i progetti e utilizzare un mixer per gestire vari controlli, come il volume della traccia.